# Награда на принцесата на Астурия
Наградата на принцесата на Астурия (на испански: Premios Princesa de Asturias), по-рано Награда на принца на Астурия (Premios Príncipe de Asturias), е висока държавна награда на Испания.
Връчва се ежегодно в град Овиедо – столицата на автономната област Астурия, Северна Испания, от 1981 г. Смята се за испанския вариант на Нобеловата награда. Лауреатите получават оригинална скулптура на Жоан Миро и парична награда в размер на 50 000 евро.
Наградата се присъжда от Фондация „Принцеса на Астурия“ (по-рано от Фондация „Принц на Астурия“), председателствана от престолонаследницата на Испания принцесата на Астурия Леонор (по-рано от престолонаследника принца на Астурия, сега крал на Испания Фелипе).
Учредена е на 24 септември 1980 г. от 12-годишния тогава принц Фелипе (р. 30 януари 1968). След като той става крал на Испания на 19 юни 2014 г., 8-годишната му тогава дъщеря Леонор (р. 31.10.2005) става престолонаследница, като на нейната титла са съответно преименувани фондацията и наградата.
Наградите на принцесата се присъждат в 8 области:
- Комуникации и хуманитаристика
- Обществени науки
- Изкуства
- Литература
- Научно-технически изследвания
- Международно сътрудничество
- Сътрудничество
- Спорт

## Категории

### Изкуства (Artes)
- 1981: Хесус Лопез-Кобос
- 1982: Пабло Серано
- 1983: Еусебио Семпере
- 1984: Орфеон Доностиара
- 1985: Антонио Лопес Гарсия
- 1986: Луис Гарсия Берланга
- 1987: Едуардо Чилида
- 1988: Хорхе Отеиза
- 1989: Оскар Нимайер
- 1990: Антони Тапиес
- 1991: Виктория де лос Ангелес, Тереса Берганца, Монсерат Кабайе, Хосе Карерас, Пласидо Доминго, Алфредо Краус и Пилар Лоренгар
- 1992: Роберто Мата
- 1993: Франсиско Хавиер Саенц де Оиза
- 1994: Алисия де Ларока
- 1995: Фернандо Фернан Гомез
- 1996: Хоакин Родриго
- 1997: Виторио Гасман
- 1998: Себастиао Салгадо
- 1999: Сантяго Калатрава
- 2000: Барбара Хендрикс
- 2001: Кшищоф Пендерецки
- 2002: Уди Алън
- 2003: Мигел Барсело
- 2004: Пако де Лусия
- 2005: Мая Плисецкая и Тамара Рохо
- 2006: Педро Алмодовар
- 2007: Боб Дилън
- 2008: Sistema de Orquesta Juvenil e Infantil de Venezuela
- 2009: Норман Фостър
- 2010: Ричард Сера
- 2011: Рикардо Мути
- 2012: Рафаел Монео
- 2013: Михаел Ханеке
- 2014: Франк Гери
- 2015: Франсис Форд Копола
- 2016: Нурия Есперт
- 2017: Уилям Кентридж
- 2018: Мартин Скорсезе
- 2019: Питър Брук
- 2020: Енио Мориконе и Джон Уилямс
- 2021: Марина Абрамович
- 2022: Кармен Линарес и Мария Пагес
- 2023: Мерил Стрийп

### Комуникации и хуманитаристика (Comunicación y Humanidades)
- 1981: María Zambrano
- 1982: Марио Бунге
- 1983: Вестник Ел Паис
- 1984: Клаудио Санчес Алборноз
- 1985: Хосе Фератер Мора
- 1986: Бразилския вестник O Globo
- 1987: Вестниците El Espectador (Испания) и El Tiempo (Колумбия)
- 1988: Horacio Sáenz Guerrero
- 1989: Мексиканското издателство Fondo de Cultura Económica и Pedro Laín Entralgo
- 1990: Университета „José Simeón Cañas“ в Салвадор
- 1991: Луис Мария Ансон
- 1992: Емилио Гарсия Гомез
- 1993: Списание Vuelta на Октавио Пас
- 1994: Испанската мисия в Руанда и Бурунди
- 1995: Хосе Луис Лопез Арангурен и агенция EFE
- 1996: Индро Монтанели и Хулиан Мариас Агилера
- 1997: Си Ен Ен и Вацлав Хавел
- 1998: Райнхард Мон и Сомали Мам
- 1999: Instituto Caro y Cuervo
- 2000: Умберто Еко
- 2001: Джордж Стайнър
- 2002: Ханс Магнус Енценсбергер
- 2003: Ришард Капушчински и Густаво Гутиерез
- 2004: Жан Даниел
- 2005: Alliance française, Società Dante Alighieri, British Council, Гьоте Институт, Институт Сервантес, Instituto Camões
- 2006: National Geographic Society
- 2007: Списанията Нейчър и Сайънс
- 2008: Гугъл
- 2009: Националния автономен университет на Мексико
- 2010: Ален Турен и Зигмунт Бауман
- 2011: Британското кралско научно дружество
- 2012: Шигеру Миямото
- 2013: Ани Лейбовиц
- 2014: Хоакин Салвадор Лавадо по прякор Кин̀о
- 2015: Емилио Ледо Иниго
- 2016: Джеймс Нахтуей
- 2017: Les Luthiers
- 2018: Алма Гилермоприето
- 2019: Музей „Прадо“
- 2020: Международен панаир на книгата в Гуадалахара, Hay Festival
- 2021: Глория Стейнем
- 2022: Адам Михник
- 2023: Нучо Ордине

### Международно сътрудничество (Cooperación Internacional)
- 1981: Хосе Лопес Портильо
- 1982: Енрике В. Иглесиас
- 1983: Белисарио Бетанкур
- 1984: Contadora Group
- 1985: Раул Алфонсин
- 1986: Университетите в Саламанка и Коимбра
- 1987: Хавиер Перес де Куеляр
- 1988: Оскар Ариас, Фатиха Будиаф
- 1989: Жак Делор и Михаил Горбачов
- 1990: Ханс-Дитрих Геншер
- 1991: Върховния комисариат на ООН за бежанците (UNHCR)
- 1992: Нелсън Мандела и Фредерик де Клерк
- 1993: Международните сили на ООН за поддържане на мира
- 1994: Ясер Арафат и Ицхак Рабин
- 1995: Маро Соарес
- 1996: Хелмут Кол
- 1997: Правителството на Гватемала и партията Unidad Revolucionaria Nacional Guatemalteca
- 1998: Фатиха Будиаф, Олайнка Косо-Томас, Граса Машел, Ригоберта Менчу, Фатана Ишах Гайлани, Ема Бонино и Сомали Мам
- 1999: Педро Дук, Джон Глен, Чияки Мукай и Валери Поляков
- 2000: Фернандо Енрики Кардозо
- 2001: Международната космическа станция (International Space Station, ISS)
- 2002: The Scientific Committee on Antarctic Research
- 2003: Луиз Инясио Лула да Силва
- 2004: Програма Еразъм на Европейския съюз
- 2005: Симон Вейл
- 2006: Фондацията „Бил и Мелинда Гейтс“
- 2007: Ал Гор
- 2008: Ifakara Health Research and Development Centre (Танзания), Malaria Research and Training Centre (Мали), Kintampo Health Research Centre (Гана) and Manhiça Centre of Health Research (Мозамбик)
- 2009: Световната здравна организация (WHO)
- 2010: The Transplantation Society и National Transplant Organization
- 2011: Бил Дрейтън
- 2012: Международния червен кръст
- 2013: Общество „Макс Планк“ (Max Planck Society)
- 2014: Програма Фулбрайт
- 2015: Уикипедия
- 2016: Рамкова конвенция на ООН за изменението на климата и Парижко споразумение (2015)
- 2017: Американското общество по испанистика
- 2018: Amref Health Africa
- 2019: Салман Кан и Кан Академия
- 2020: GAVI
- 2021: Camfed
- 2022: Елън Макартър
- 2023: Drugs for Neglected Diseases Initiative